# Иля Каплунов
Иля Макарович Каплунов (8 юли 1918 г., Чапушка, Саратовска губерния – 18 декември 1942 г., ферма Верхнекумски, Сталинградска област) е моряк и стрелец на противотанкова пушка от 4-ти пехотен полк на 98-а пехотна дивизия на 2-ра гвардейска Армия на Сталинградския фронт, Герой на Съветския съюз.

## Ранен живот
Роден е на 8 юли 1918 г. в Чапушка, Балашовски район (сега Аркадакски район на Саратовска област).
Завършва Аркадакската гимназия. Работил е като работник в петролна рафинерия, като механик и чукач в земеделско училище.
През 1938 г. е призован, служи във военноморската авиация в Тихоокеанския флот на СССР.
През октомври 1941 г. с група моряци пристига на фронта, където се бие в състава на 2-ра гвардейска армия.
В средата на декември 1942 г. 98-а дивизия блокира пътя на настъпващата танкова армия на фелдмаршал Ерих фон Манщайн. Полкът, в който служи Иля Каплунов, държи отбраната близо до фермата Верхнекумски. На 18 декември в района на височина 137,2 гвардейците отблъскат четири вражески атаки с големи загуби за него. Следобед нацистите на тесен участък от фронта въвеждат в битка последния си резерв – 17-а танкова дивизия и 65-и танков батальон.
Всички войници от ротата са убити в битката, Каплунов остава сам срещу пет танка. С два изстрела той подбива два вражески танка Panzerkampfwagen III . След това унищожава два други танка, които се опитват да заобиколят позицията отляво. Петият танк се натъква на окопа на Каплунов, а когато продължава, морякът хвърля граната в двигателното отделение, унищожавайки бензиновия резервоар. Скоро още четири танка излизат иззад дерето. Каплунов пазрушава три от тях, но самият той получава две тежки рани: в крака и в ръката. Сериозно ранен и кървящ, Каплунов нпремахва и деветия танк. Според други източници Каплунов поваля пет танка с огън от противотанкова пушка и гранати, след което левият му крак е откъснат. Каплунов, докато кърви, се справя с още три танка, но лявата му ръка е откъсната. Каплунов подбива още един девети танк с гранати. Каплунов е прибран от санитарите и на следващия ден, 20 декември 1942 г., умира в болницата, без да дойде в съзнание. Няколко дни по-късно кървавата битка край реките Аксай и Есауловски завършват с победа за съветските войски.
С указ на Президиума на Върховния съвет на СССР от 26 октомври 1943 г. за унищожаването на 9 вражески танка в битката край фермата Верхнекумски и проявената в същото време доблест и смелост Каплунов Иля Макарович е награден посмъртно с титлата Герой на Съветския съюз. Тялото на Каплунов е погребано в масов гроб близо до фермата Нижнекумски в Октябрьски район на Волгоградска област.